# Ajaccio
Ajaccio o Aiaccio (in italiano AFI: /aˈjaʧʧo/; in francese Ajaccio, AFI: /aʒaˈksjo/; in corso Aiacciu, AFI: /aˈjaʧʧu/, in ajaccino Aghjacciu /aɟˈɟaʧʧu/) è un comune francese di oltre 71 000 abitanti, capoluogo della regione Corsica e del dipartimento della Corsica del Sud.
La città è divenuta celebre soprattutto per aver dato i natali a Napoleone Bonaparte, nato qui nel 1769: la casa in cui il generale nacque è oggi un museo chiamato Museo Nazionale della Casa Bonaparte (o Maison Bonaparte in francese). All'imperatore francese è dedicato l'aeroporto di Ajaccio Napoleone Bonaparte.

## Geografia fisica

### Territorio
Ajaccio si trova nel sud-ovest della Corsica, nella parte più profonda del golfo di Ajaccio, insenatura del mar di Corsica presso la foce del Gravona e del Prunelli.

### Clima
Il clima è di tipo mediterraneo.
| Ajaccio             | Mesi | Mesi | Mesi | Mesi | Mesi | Mesi | Mesi | Mesi | Mesi | Mesi | Mesi | Mesi | Stagioni | Stagioni | Stagioni | Stagioni | Anno |
| Ajaccio             | Gen  | Feb  | Mar  | Apr  | Mag  | Giu  | Lug  | Ago  | Set  | Ott  | Nov  | Dic  | Inv      | Pri      | Est      | Aut      | Anno |
| ------------------- | ---- | ---- | ---- | ---- | ---- | ---- | ---- | ---- | ---- | ---- | ---- | ---- | -------- | -------- | -------- | -------- | ---- |
| T. max. media (°C)  | 11,6 | 12,3 | 14,1 | 16,4 | 20,2 | 24,1 | 26,7 | 26,9 | 24,3 | 20,3 | 16,0 | 12,9 | 12,3     | 16,9     | 25,9     | 20,2     | 18,8 |
| T. min. media (°C)  | 5,8  | 6,0  | 7,2  | 9,4  | 12,7 | 16,0 | 18,5 | 18,6 | 16,4 | 13,2 | 9,7  | 6,8  | 6,2      | 9,8      | 17,7     | 13,1     | 11,7 |
| Precipitazioni (mm) | 67   | 64   | 58   | 54   | 37   | 21   | 7    | 19   | 48   | 87   | 95   | 81   | 212      | 149      | 47       | 230      | 638  |

## Storia

### Epoca antica ed etimologia del nome
Per la favorevole posizione geografica, il luogo dove sorge la città fu scelto secondo la leggenda da alcuni coloni greci focesi, che vi fondarono Agathon (spesso tradotto come "buon porto"), oppure dall'eroe Aiace Oileo (ossia Ajax).
In epoca romana, l'insediamento ebbe il nome di Adiacium, ossia "addiaccio" o "agghiaccio" (spazio recintato di terreno all'aperto), da cui derivano successivamente le forme Addiazzo ed Aghjacciu, quest'ultima ancora usata dalla popolazione isolana.

### Epoca post-romana

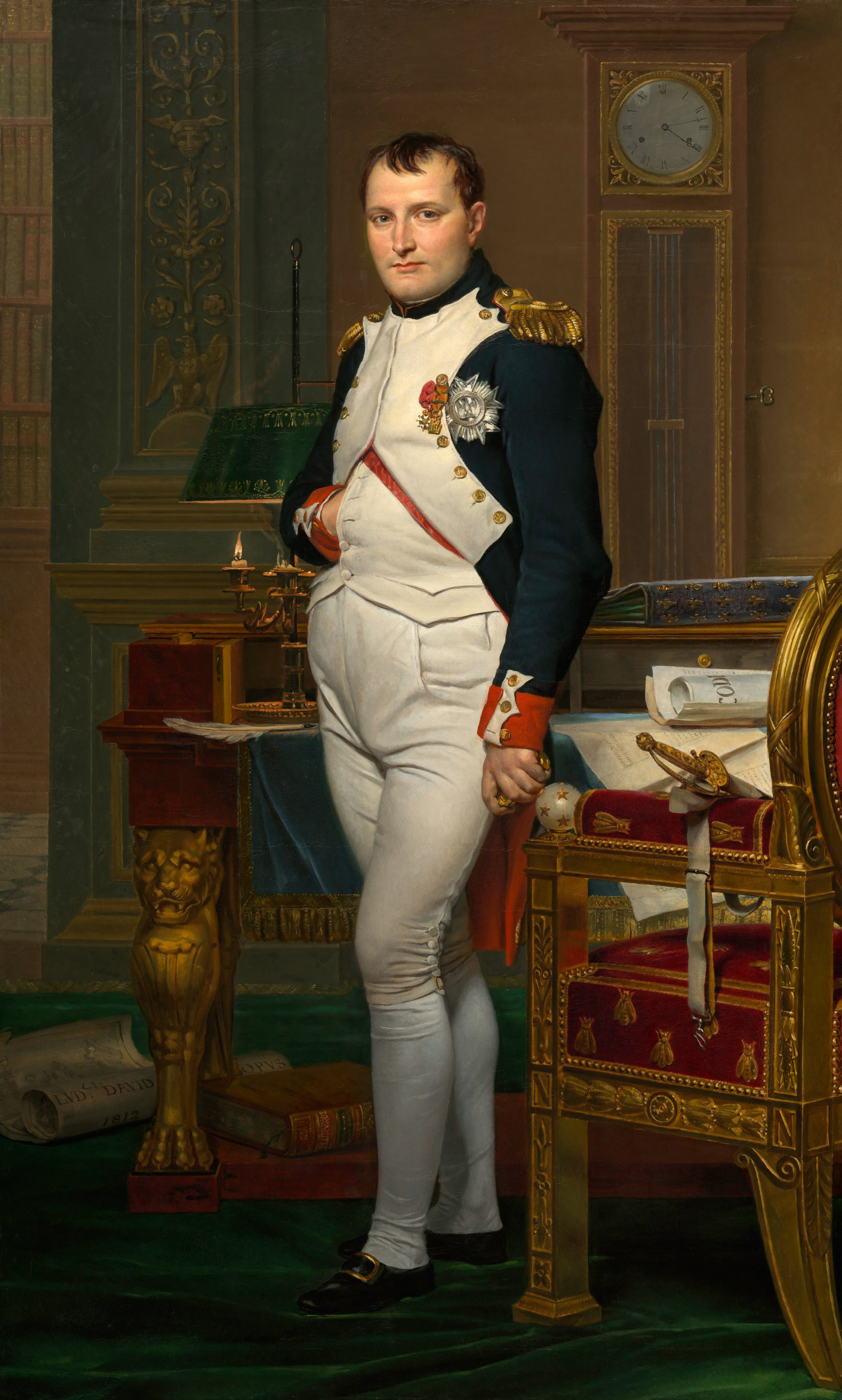
Ajaccio è la città natale di Napoleone Bonaparte

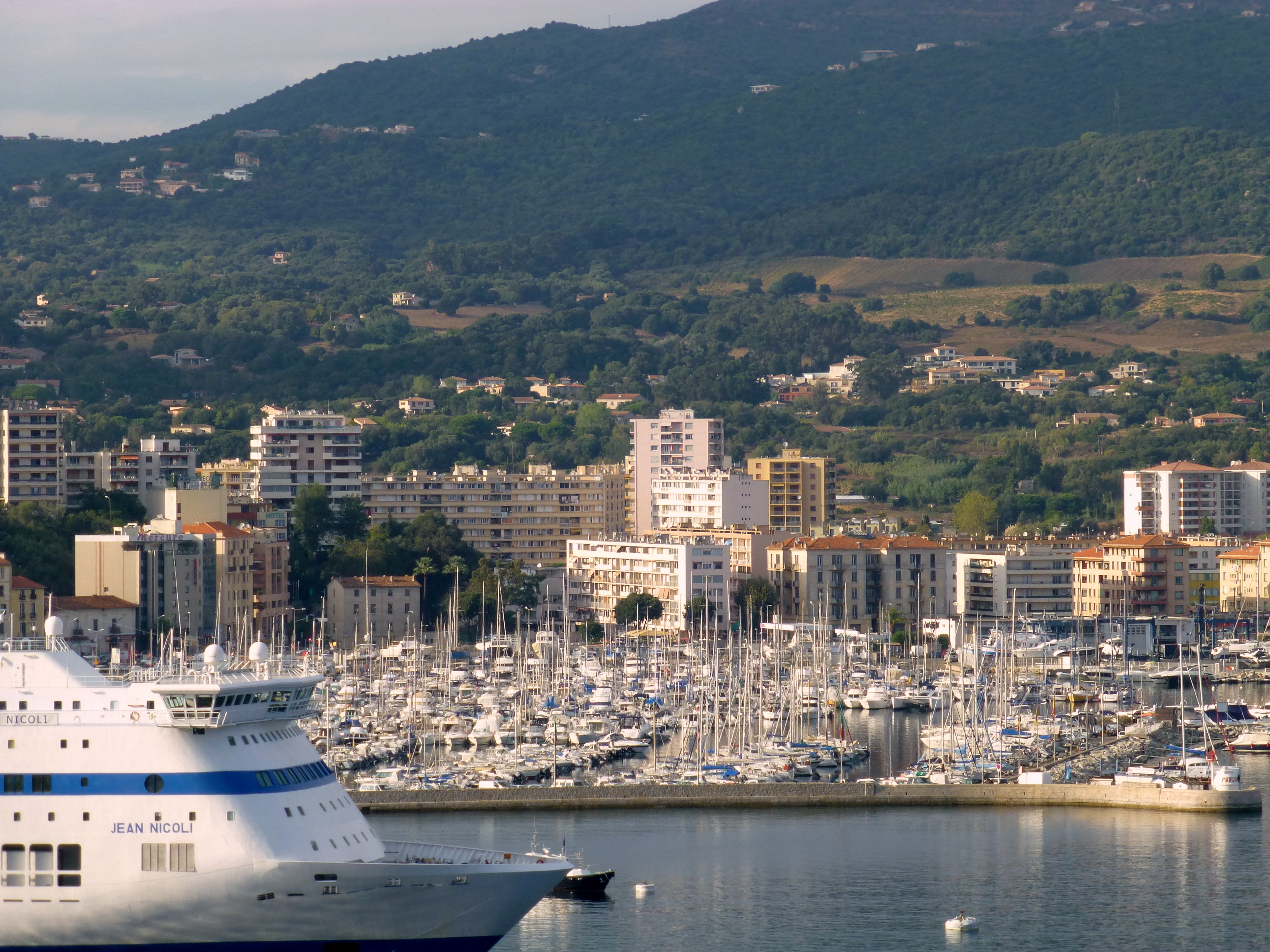
Il porto

Conquistata prima dai Vandali, poi dai Longobardi, intorno all'anno Mille venne occupata dai pisani e in seguito passò ai genovesi (sotto l'autorità del Banco di San Giorgio), che nel 1492 vi costruirono una cittadella fortificata, progettata dall'architetto milanese Cristoforo de Gandino, e la popolarono di cento famiglie della Lunigiana, tra cui i Buonaparte, che arrivarono ad Ajaccio nel 1510. In seguito si ingrandì anche grazie all'afflusso di abitanti provenienti dalle zone interne dell'isola.
Fu occupata una prima volta dai francesi dal 1553 al 1559 e restituita ai genovesi con la pace di Cateau-Cambrésis. Nel Settecento divenne una roccaforte degli indipendentisti di Pasquale Paoli, ma nel 1768 fu occupata dai francesi in seguito al Trattato di Versailles. 
Nel 1769 vi nacque il suo cittadino più illustre: Napoleone Bonaparte. Dal 1793 al 1796 fu parte del regno anglo-corso di Pasquale Paoli, per ritornare definitivamente alla Francia nel 1796.
Nello stesso anno divenne capoluogo del dipartimento del Liamone e poi di tutta l'isola nel 1811 in sostituzione di Bastia. Nel 1803 furono abbattute le antiche mura genovesi. Durante la Seconda guerra mondiale, nel novembre 1942 fu occupata dagli italiani, a cui si sostituirono dopo l'8 settembre 1943 le truppe del Terzo Reich. Il 10 settembre 1943 fu liberata dai partigiani corsi e dalle truppe italiane, che avevano rifiutato di arrendersi ai tedeschi e si erano unite alla Resistenza locale. Il 13 settembre 1943 vi sbarcarono truppe algerine della Francia Libera e fu il primo capoluogo di dipartimento della Francia metropolitana ad esser liberato.

### Simboli

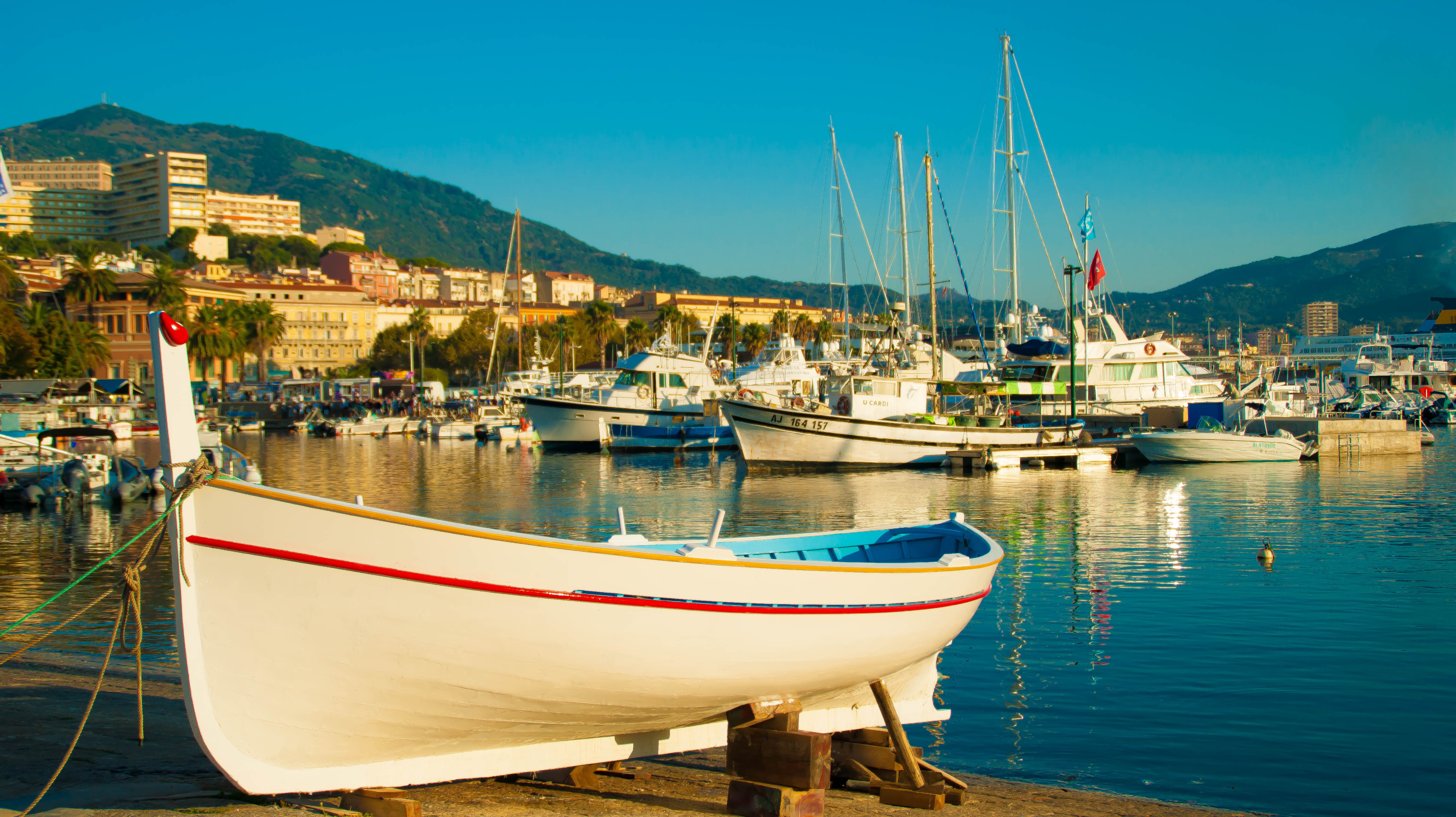
Porto di Ajaccio

Deriva dal blasone dei principi Colonna, antichi signori della città, nello stemma dei quali la colonna era sostenuta da due cani, e venne concesso in una forma molto simile dalla Repubblica di Genova nel 1575, con la colonna accostata da due levrieri d'argento e con la Croce di San Giorgio.
Nella prima metà del Settecento fu modificato in segno di indipendenza da Genova sostituendo i cani con due leoni d'oro.

## Monumenti e luoghi d'interesse

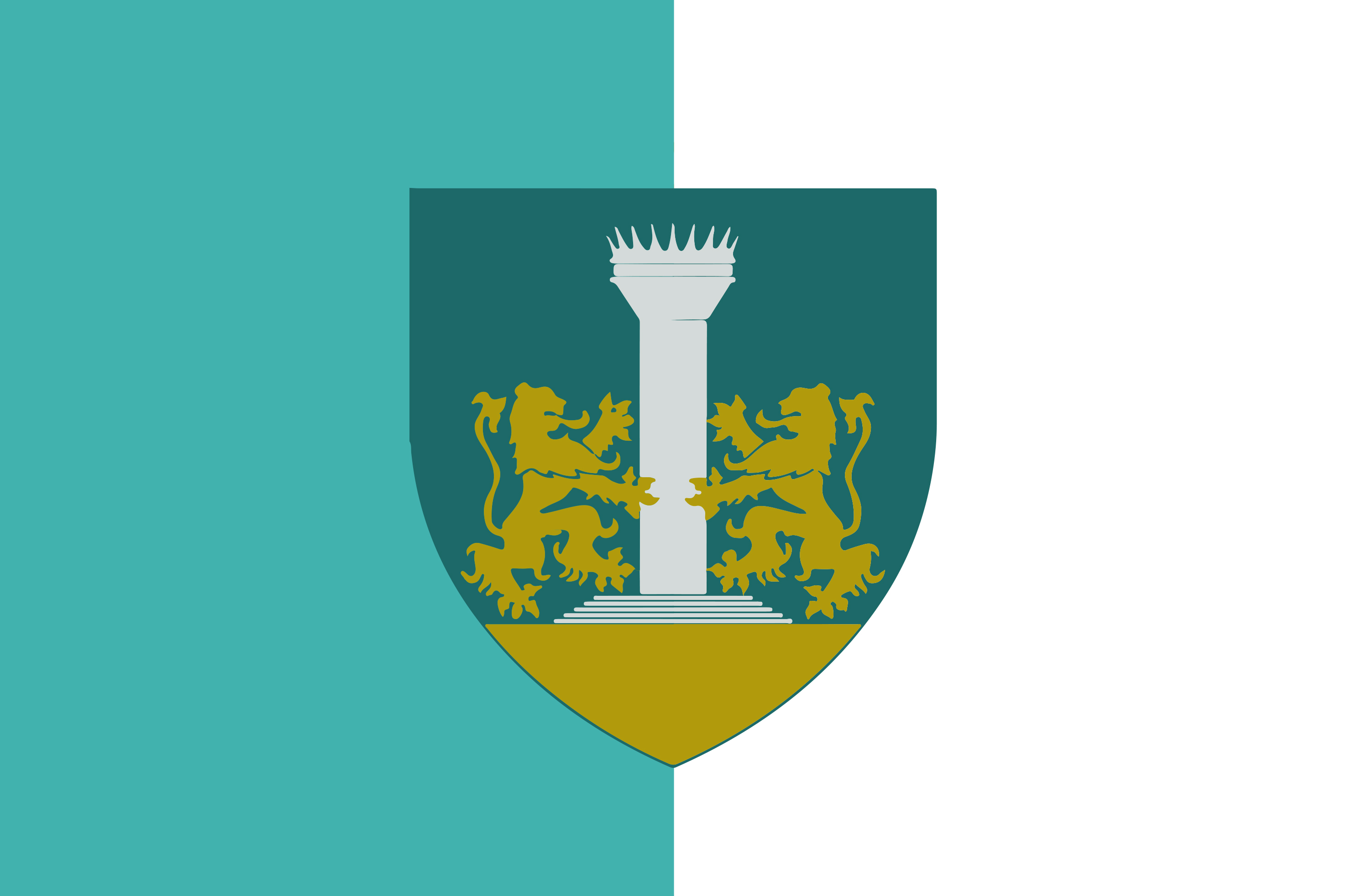
Bandiera d'Ajaccio

### Architetture civili
- Casa dei Milelli

### Architetture religiose
- Cattedrale di Santa Maria Assunta
- Chiesa di San Rocco

### Musei
- Museo Fesch
- Casa Buonaparte

### Fari
- Faro della cittadella
- Faro delle isole Sanguinarie

## Società

### Evoluzione demografica
Abitanti censiti

### Associazioni
Ad Ajaccio ha sede la Federazione Europea delle Città Napoleoniche, associazione di cui la città è co-fondatice.

## Infrastrutture e trasporti

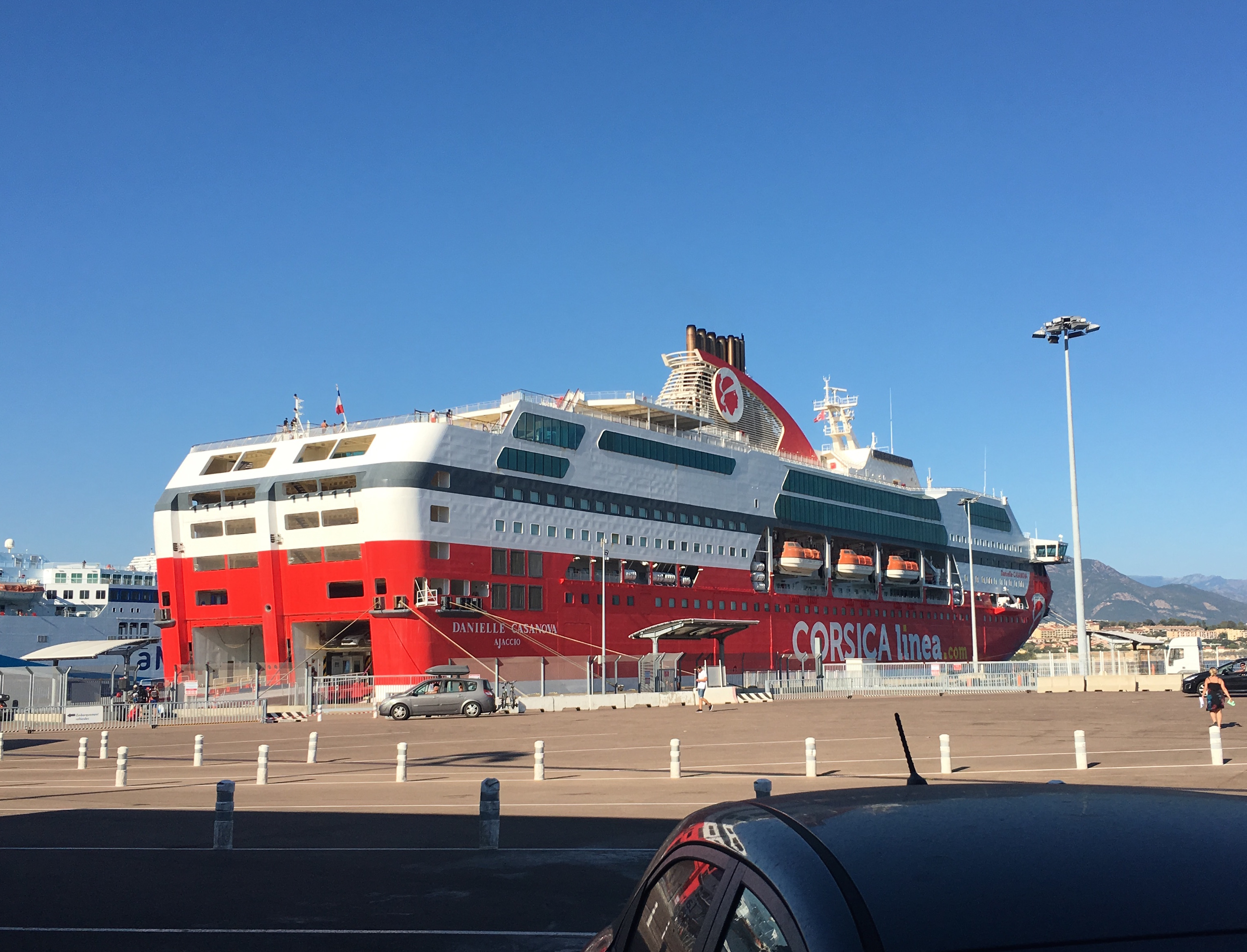
Traghetti

A ovest della città si trova l'aeroporto di Ajaccio-Campo dell'Oro, il più grande dell'isola, con due piste ortogonali, dove è ubicata la stazione meteorologica di Ajaccio (riconosciuta dall'Organizzazione meteorologica mondiale). Dal porto di Ajaccio partono molti traghetti verso la Francia, in particolare verso Nizza, Tolone, e Marsiglia, anche per la Sardegna verso il Porto di Porto Torres mentre per lo stivale italiano è collegata alle città di Genova e Savona, ma soltanto d'estate.
Presso la stazione ferroviaria di Ajaccio ha termine la linea proveniente da Bastia. Nel territorio comunale sono presenti altre due fermate, Les Salines e Campo dell'Oro, entrambe servite dalla linea suburbana TER Ajaccio-Mezzana, esercita dalla Société nationale des chemins de fer français (SNCF).

## Amministrazione
Ajaccio è stata successivamente:
- un capoluogo di distretto del dipartimento della Corsica, dal 1790 al 2019;
- capoluogo del dipartimento del Liamone, dal 1793 al 1811;
- capoluogo del dipartimento della Corsica, dal 1811 al 1975;
- capoluogo della regione Corsica, dal 1975, e del dipartimento della Corsica del Sud, dal 1976.

### Gemellaggi
- La Maddalena
- Aksaray

## Sport

### Calcio
La città è sede di due squadre calcistiche, l’Ajaccio e il Gazelec Ajaccio che militano rispettivamente nella seconda (Ligue 2) e settima divisione francese.

### Pallavolo
La locale società Gazélec Football Club Ajaccio Volley-Ball ha vinto due volte di seguito la coppa di Francia (2016, 2017).

### Football americano
La locale squadra di football americano, I Guerrieri Aiacciu, ha vinto il titolo IAAFL nel 2016.